# Schloss Gödöllő

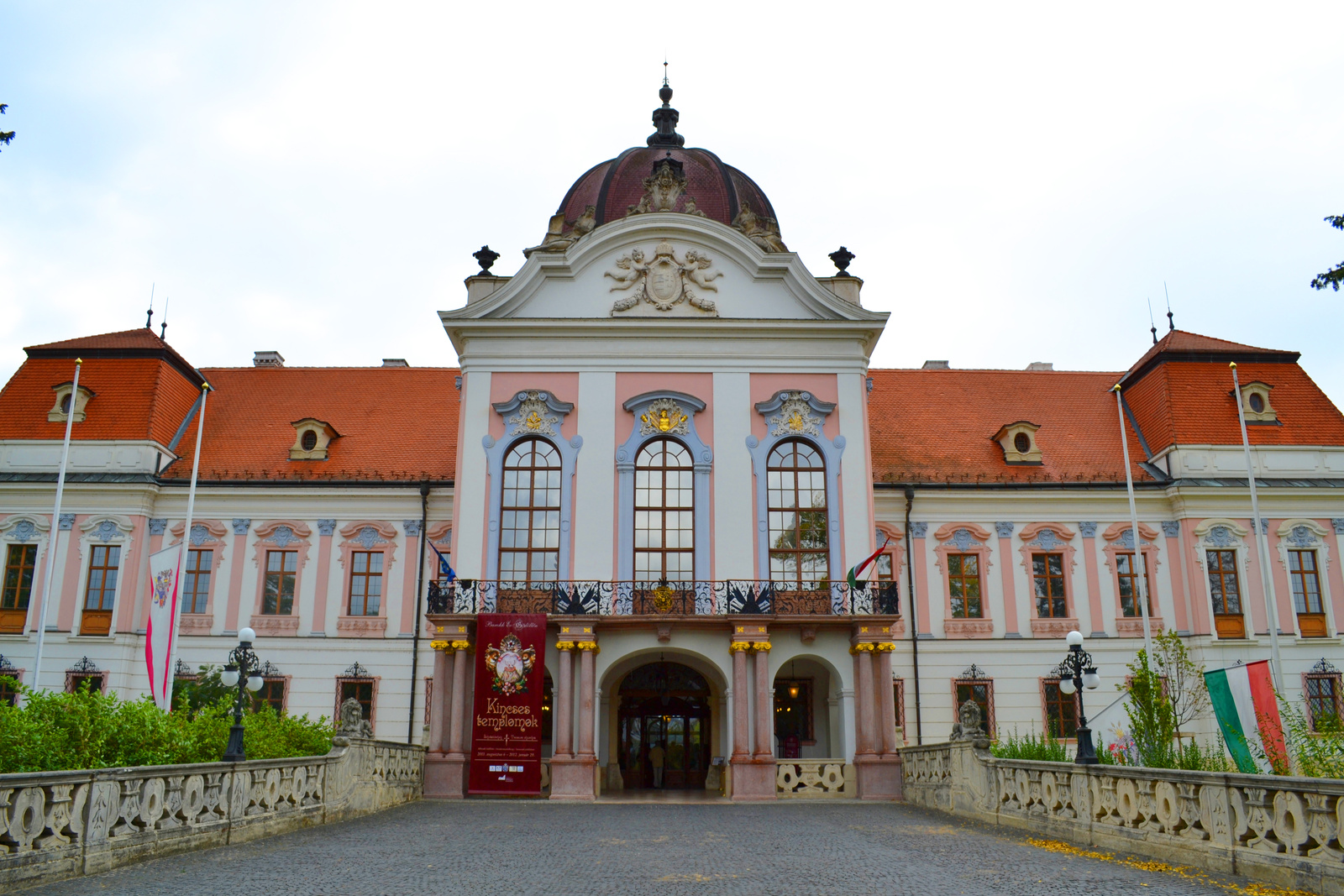
Schloss Gödöllő, Stadtseite

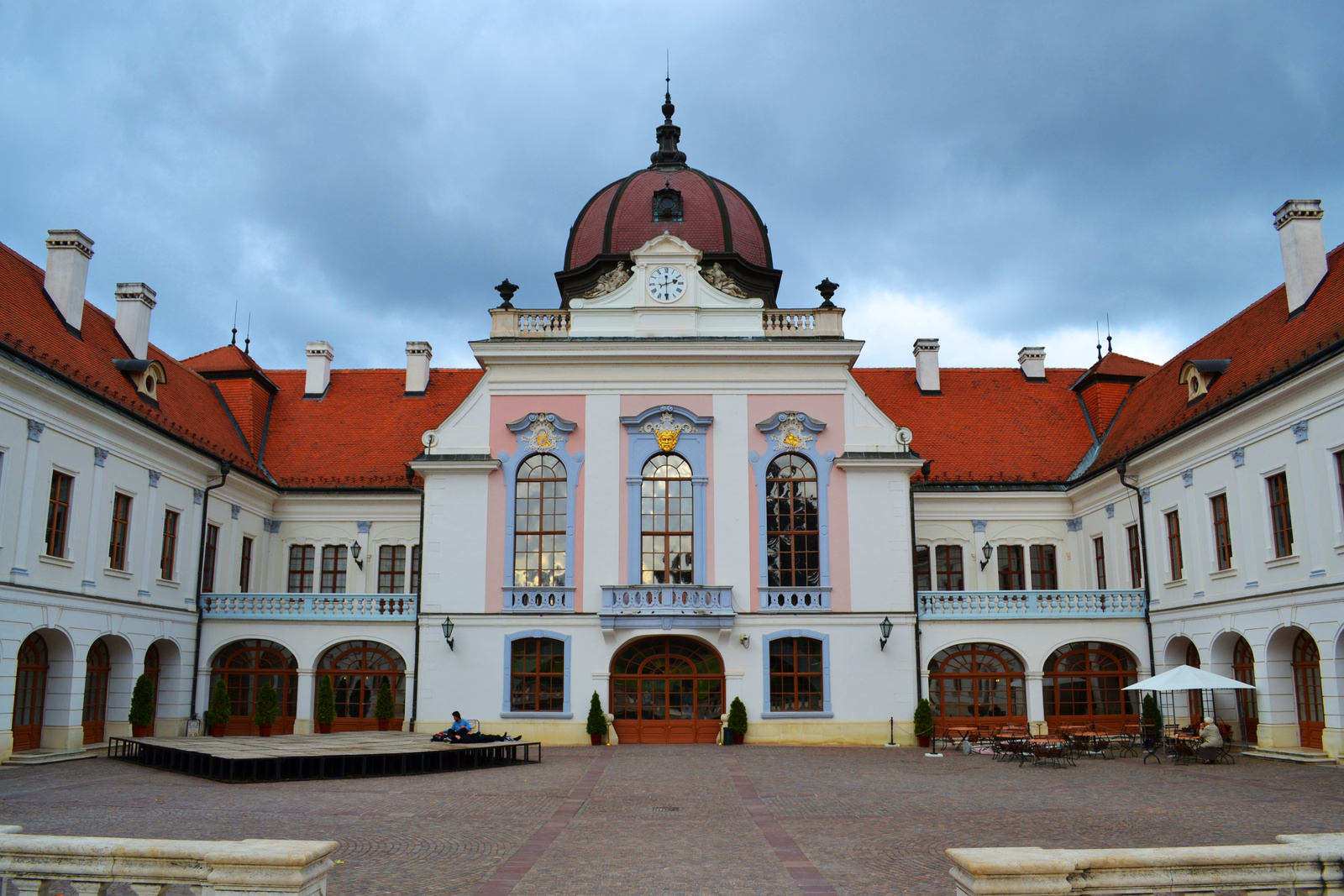
Schloss Gödöllő, Gartenseite

Schloss Gödöllő (ungarisch Gödöllői Királyi Kastély, offiziell Königliches Schloss Gödöllő) ist die ehemalige Residenz der österreichischen Kaiserin und ungarischen Königin Elisabeth („Sisi“) in Gödöllő bei Budapest. Die barocke Dreiflügelanlage wurde ab 1735 im Auftrag von Anton Grassalkovich I. nach Entwurf von Andreas Mayerhoffer erbaut und dient heute als Museum. Nach der Budaer Burg ist es das größte Schloss in Ungarn.

## Geschichte des Schlosses

### Überblick
Das Schloss liegt ca. 25 Kilometer nordöstlich der ungarischen Hauptstadt Budapest in der Stadt Gödöllő. Es wurde im 18. Jahrhundert für den Grafen Antal Grassalkovich I. errichtet. In der zweiten Hälfte des 19. Jahrhunderts war es die bevorzugte Residenz der österreichischen Kaiserin und ungarischen Königin Elisabeth („Sisi“). 
Das Schloss wurde in der Zeit des sozialistischen Regimes 1949 bis 1990 stark vernachlässigt und fing an zu verfallen. 1996 begannen Restaurierungsarbeiten; seitdem ist das Schloss für Besucher zugänglich. Das Schloss ist, gemessen an der überbauten Grundfläche, der größte Barockpalast Ungarns.

### Vorgeschichte der Schlossanlage
Gödöllő, im Deutschen selten Getterle genannt, wurde im 14. Jahrhundert erstmals erwähnt. Der Ort hatte bis zum Erwerb durch Antal Grassalkovich I. keine bedeutende Rolle in der Landesgeschichte gespielt. Bis zum 18. Jahrhundert war Gödöllő eine kleine, unbedeutende Bauernsiedlung in einem von niedrigen Hügeln begrenzten Tal. Die Ländereien gehörten zahlreichen Gutsherren. Die Eigentumsverhältnisse änderten sich mehrfach (auch unterbrochen durch die osmanische Herrschaft über Ungarn). Kern des Dorfes waren ein bescheidenes Herrenhaus und eine kleine Kirche, auf deren Grundstück später das Schloss errichtet wurde.

### Die Ära der Grassalkovichs

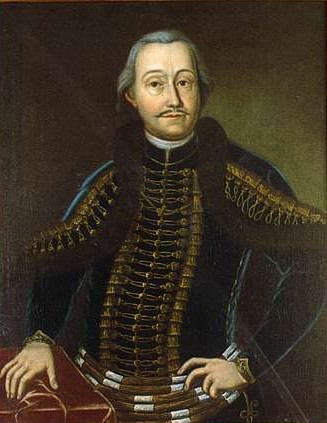
Der Bauherr des Schlosses, Antal Grassalkovich I., auf einem Gemälde des 18. Jahrhunderts

Nach der Vertreibung der Osmanen bildete sich in Ungarn ab dem Ende des 17. und mit dem Beginn des 18. Jahrhunderts eine neue Aristokratie heraus. Einer der bedeutendsten Vertreter seines Stands und seiner Zeit war Antal Grassalkovich I. Er schaffte es aus niederem kroatischen Landadel bis an den Wiener Hof und zählte dort zu den Vertrauten Maria Theresias.
Grassalkovich erwarb zwischen 1723 und 1748 die Gödöllőer Ländereien von ihren früheren Besitzern und begann ab 1735 mit der Errichtung des Schlosses und eines groß angelegten Gutsbetriebs. Das Schloss wurde als dreiflügeliger Bau, der noch heute den Innenhof umschließt, von 1735 bis 1745 errichtet. Es wurde von 1746 bis 1749 und von 1752 bis 1759 erweitert. Nach seinem Bauherrn wird es deshalb auch Schloss Grassalkovich genannt.
Antal Grassalkovich erhielt 1732 den Titel eines Barons und wurde 1743 durch die Kaiserin in den Grafenstand erhoben. Der Bau des Schlosses war Zeichen seines selbst erworbenen Reichtums und seiner politischen Stellung. Den Grafen und Maria Theresia verband ein freundschaftliches Verhältnis, und der Kaiserin wurde eine Zimmerflucht im Schloss eingerichtet, die sie 1751 kurze Zeit bewohnte.
Der Graf starb 1771 und hinterließ den Besitz seinem einzigen Sohn, Antal Grassalkovich II., der 1784 in den Fürstenstand erhoben wurde. Antal II. hatte wenig Interesse an dem abgelegenen Landsitz und residierte bevorzugt in Wien und Pressburg, der damaligen ungarischen Hauptstadt. Er ließ an Gödöllő einige Umbauten vornehmen; das Schloss wurde damals meist von einem Kastellan verwaltet. Antal II. ließ sich von 1789 an das Palais Grassalkovics in Wien bauen. Dem Sohn mangelte es an den ökonomischen Fähigkeiten seines Vaters, und der einstmals reiche Besitz wurde zunehmend mit Schulden belastet, die 1794 an Antal Grassalkovich III. übergingen. Der junge Fürst vergrößerte den Schuldenberg noch, und die Gödöllőer Ländereien wurden ab 1796 unter Zwangsverwaltung gestellt. 
Erst ab den 1820er Jahren hielt sich Antal Grassalkovich III. öfter in Gödöllő auf, das er vorher kaum genutzt hatte. Zu dieser Zeit ließ er den alten Barockgarten in einen Landschaftspark umgestalten und er empfing dort häufig den Reformer István Széchenyi.
Der Fürst starb 1841 ohne männlichen Erben, wodurch die männliche Linie der Grassalkovichs ausstarb. Seine Witwe, die letzte Fürstin Grassalkovich, wurde am 27. Dezember 1864 in Gödöllö bestattet. Das noch immer unter Zwangsverwaltung stehende Schloss ging an eine weibliche Erblinie aus der Familie Viczay. 1849 diente die Anlage dem ungarischen Revolutionskämpfer Lajos Kossuth und seinen Truppen kurze Zeit als Basis. 1850 / 1851 wurde der Besitz an den Bankier Georg Simon von Sina verkauft. Nach dessen Tod gelangte das Anwesen 1864 an eine belgische Bank.

### Das Schloss als Residenz des ungarischen Königshauses

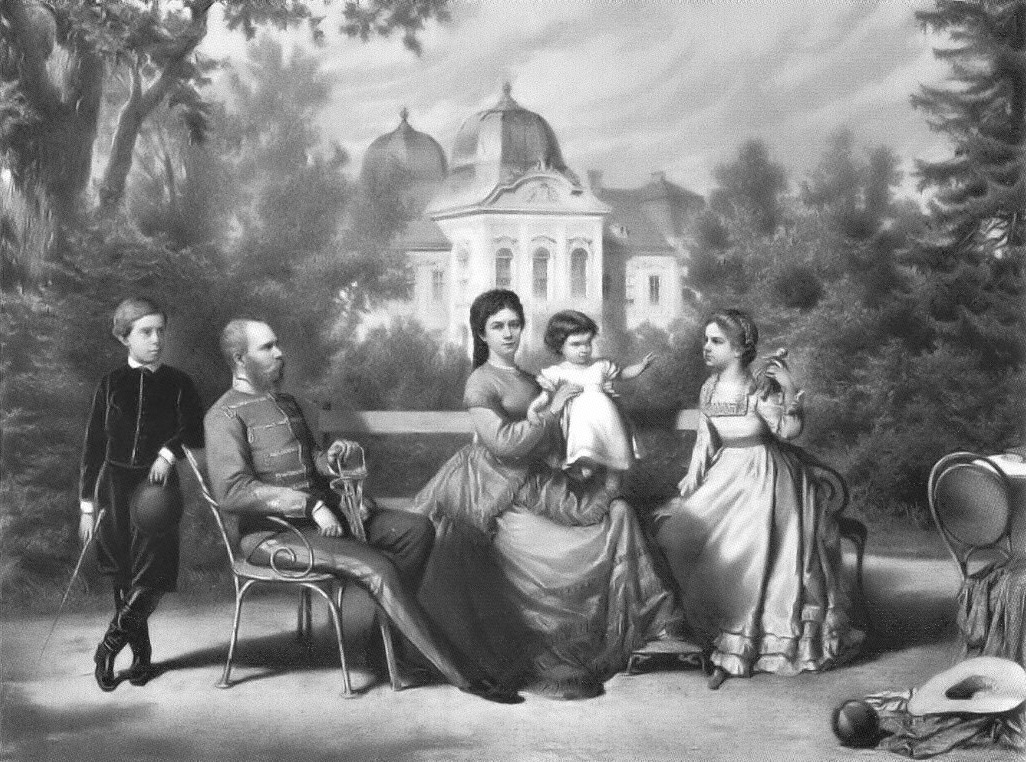
Die königliche Familie vor dem Schloss, Stich von 1869

1866 diente das Schloss als Lazarett für verwundete Soldaten des Deutschen Krieges. In dieser Zeit besuchte die österreichische Kaiserin Elisabeth das Schloss zum ersten Mal und äußerte den Wunsch, es zu erwerben. Der Kaiser lehnte dies wegen der Kosten des Krieges ab.
1867 war das Jahr des Österreichisch-Ungarischen Ausgleichs, mit dem die Habsburger auf dem ungarischen Königsthron bestätigt wurden. Am 15. März des Jahres leistete die Regierung ihren Treueid auf Franz Joseph I. und am 8. Juni 1867 fand die Krönung in Buda statt. Das alte Schloss der Grassalkovich’ wurde vom ungarischen Staat gekauft und als Krönungsgeschenk an den König und seine Frau übergeben. Anlässlich der Krönung wurde das Schloss restauriert und umgebaut und der Park wurde aufgeforstet. Die damals neu geplante Bahnstrecke wurde am Schloss vorbeigeführt und für die königliche Familie wurde ein eigener Wartesalon gebaut.
Das Schloss wurde zu einem der bevorzugten Aufenthaltsorte von Königin Elisabeth, die die strenge Hofetikette im Schloss Schönbrunn und in der Hofburg hasste. In Gödöllő konnte sie, abseits von Protokoll und Hofzeremoniell, ein freieres Leben als in Wien führen. Bis zu ihrem Tode 1898 verbrachte sie dort mehr als 2000 Tage, vorwiegend im Frühjahr und im Herbst. Der Ort erlebte durch die regelmäßigen Besuche des Königshauses einen wirtschaftlichen Aufschwung und Gödöllő wurde zum Ende des 19. Jahrhunderts eine beliebte Sommerfrische der Budapester Oberschicht.
Nach dem Mord an Elisabeth besuchte Franz Josef das Schloss immer seltener, zuletzt weilte er dort 1911. Sein Nachfolger Karl I. hielt sich nur kurze Zeit in Gödöllő auf, sein letzter Aufenthalt fand im Oktober 1918 statt und Ereignisse des verlorenen Ersten Weltkriegs machten eine Rückkehr unmöglich.

### Das Schloss im 20. Jahrhundert
Ab 1918 stand das Schloss unter der Verwaltung des ungarischen Finanzministeriums. Infolge der politischen Wendungen kam ab 1919 kurzzeitig die ungarische Räterepublik an die Macht, unter der das Schloss geplündert und zu einem Waisenhaus umfunktioniert wurde.
Nach Zusammenbruch der Räterepublik wurde Miklós Horthy ab 1920 als Reichsverweser eingesetzt, der das nun königslose Ungarn verwaltete. In seiner Eigenschaft als Stellvertreter des Königs erhielt er das Nutzungsrecht am Schloss von Gödöllő und bezog die früheren Räume Franz Josephs; seine Frau erhielt die Zimmerflucht von Königin Elisabeth. Das Schloss wurde dafür im Inneren umgestaltet und erhielt eine neue Möblierung. Horthy nutzte Gödöllő für repräsentative Zwecke und empfing hier bedeutende Mitglieder der Gesellschaft seiner Zeit wie Viktor Emanuel III. von Italien und den späteren britischen König Eduard VIII.
Im Zuge des Zweiten Weltkrieges erhielt das Schloss einen Bombentreffer, blieb aber ansonsten unbeschädigt. Ab Dezember 1944 besetzten Truppen der deutschen Wehrmacht das Schloss, die kurz darauf von der Roten Armee vertrieben wurden. In der Folgezeit wurde das Gebäude geplündert und anschließend militärisch genutzt. Den Nordflügel bezogen Einheiten der ungarischen Armee, der Südflügel wurde von sowjetischen Soldaten bezogen. Ab 1958 wurde das mittlerweile stark vernachlässigte Schloss zu einem Altenheim umfunktioniert. In die königlichen Salons wurden einfache Eisenbetten gestellt, der Festsaal zu einem Fernseh- und Aufenthaltsraum degradiert. Die Balkone des Hofs und die Durchfahrt durch den Mittelrisalit dienten als Kohlenbunker, in der Orangerie wurde eine Wäscherei eingerichtet und im Südflügel Wohnungen installiert. Obwohl das Gebäude bereits 1951 unter Denkmalschutz gestellt wurde, fand keine Sicherung der Bausubstanz statt und das Schloss begann zusehends zu verfallen. Ab 1981 wurden erste Pläne zu einer Sanierung aufgelegt, die jedoch aus finanziellen Gründen nicht in Angriff genommen werden konnte. 1984 stürzte das Dach des Reitschulenflügels ein.
Ab 1990 verließen die im Schloss angesiedelten Institutionen das Haus und bis 1994 war es komplett geräumt. In diesem Jahr wurde eine gemeinnützige Stiftung gegründet, welche sich die Restaurierung und den Erhalt des Schlosses zum Ziel setzte. Ein neues Nutzungskonzept für das Gebäude wurde erarbeitet und die Sanierung in Teilen begonnen. Die Dachstühle und Fassaden des Hauptbaus und der südlichen Flügel wurden erneuert, Wandmalereien freigelegt und der Stuck ausgebessert. Die Innenräume wurden aufwändig rekonstruiert. Im August 1996 wurde der wiederhergestellte Mittelflügel der Öffentlichkeit zugänglich gemacht.

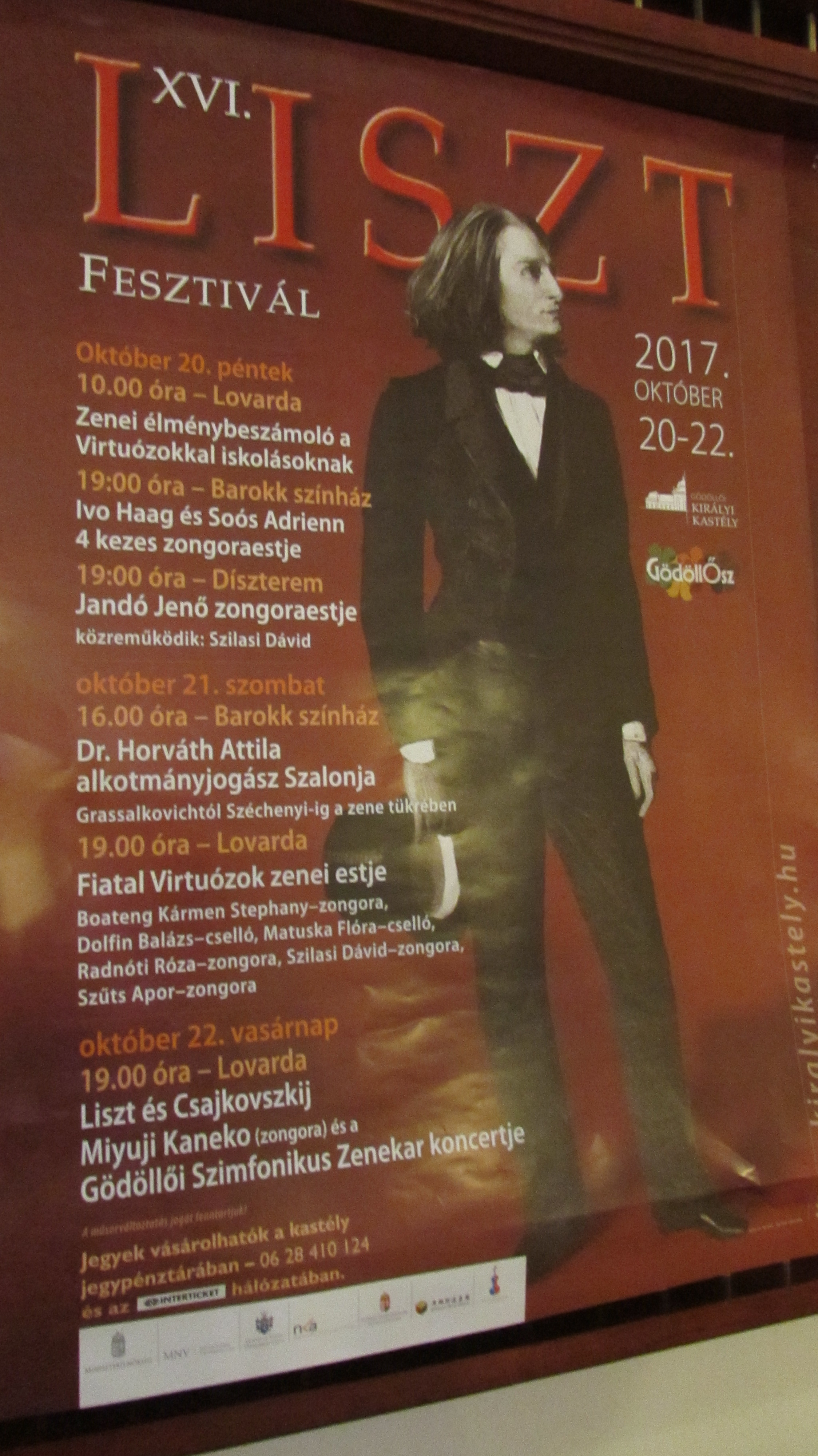
Konzert im Oktober 2017

### Das Schloss in der Gegenwart
Das Königliche Schloss in Gödöllő wird jährlich von mehr als 200.000 Menschen besucht. Seit seiner Öffnung 1996 ist es eines der bedeutendsten Ausflugsziele in der Umgebung von Budapest. Das Schloss beherbergt ein Schlossmuseum, in dem derzeit knapp 30 Räume zu besichtigen sind. Der Fokus des Museums wurde auf die königliche Zeit Gödöllős und das Leben Königin Elisabeths gelegt. In den unteren Räumen werden zudem regelmäßig wechselnde Ausstellungen präsentiert. Das Schloss ist in eine Vielzahl kultureller Veranstaltungen wie Konzerte und Theateraufführungen eingebunden. Eine private Anmietung verschiedener Räume für Festlichkeiten oder Konferenzen wird angeboten, außerdem wurde ein gastronomischer Betrieb eingerichtet.
Gleichwohl ist die vollständige Sanierung des Gebäudes bis heute nicht abgeschlossen. Die nördlichen Flügel sind weiterhin in einem ruinösen Zustand und der Zeitpunkt einer vollständigen Restaurierung bisher nicht absehbar, gleiches gilt für die Parkanlage. Das Mitte der 1990er Jahre erarbeitete Nutzungskonzept konnte nicht in allen Punkten umgesetzt werden, so war im Südflügel die Einrichtung eines Hotels geplant, doch eine entsprechende Vermietung ist bis heute nicht erfolgt.

## Baulichkeiten

### Das Schloss

#### Die Schlossgebäude
Als Baumeister des Schlosses wurde der Salzburger Architekt Andreas Mayerhoffer verpflichtet, der unter anderem auch die Budapester Universitätskirche und die Mariä Verkündigungs-Kirche in Szentendre entwarf.

##### Die Gebäude um den Ehrenhof

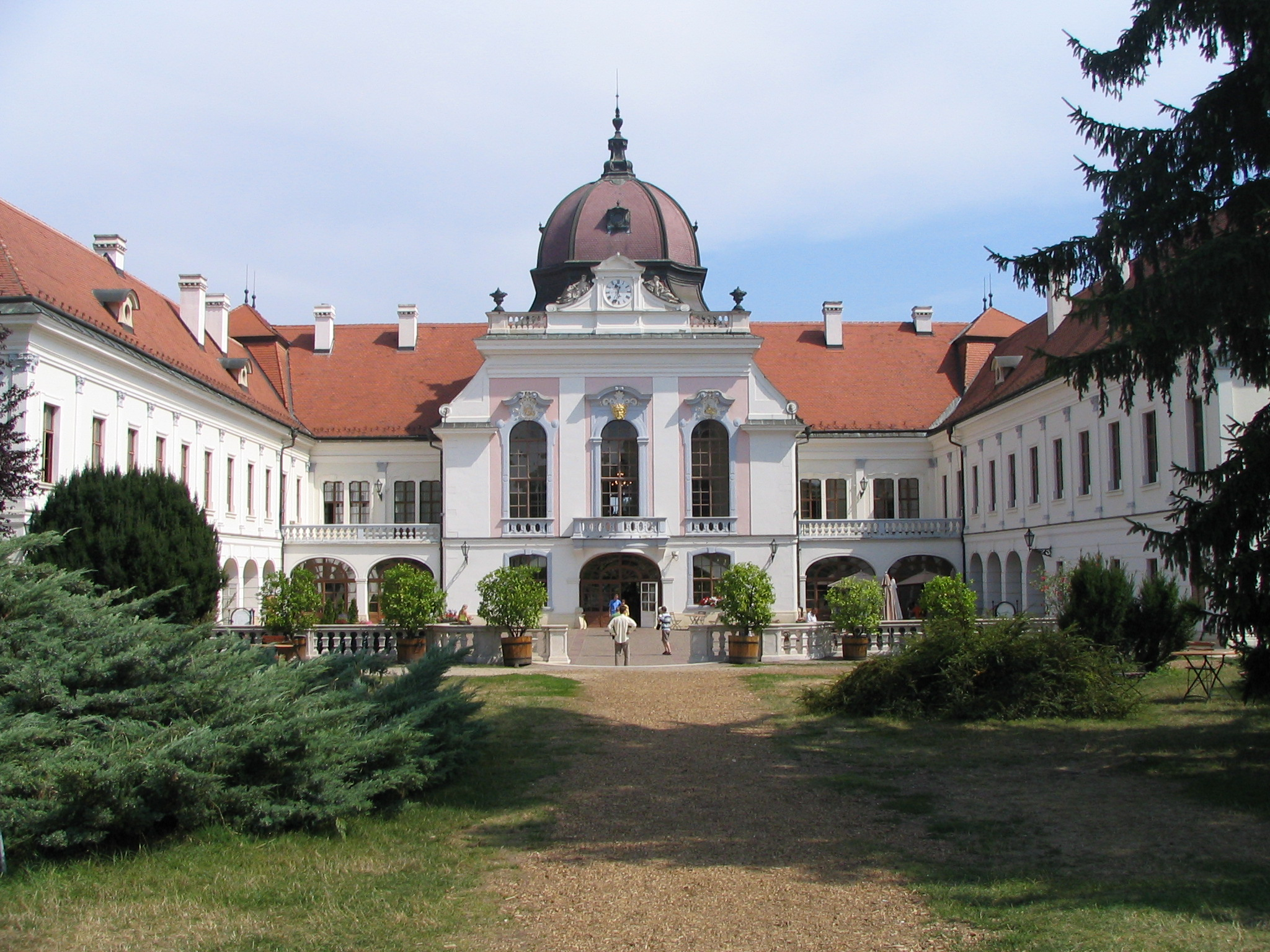
Blick in den Ehrenhof, der von den drei Ursprungsflügeln des Schlosses umgeben ist. Hinter den hohen Bogenfenstern des Mittelbaus verbirgt sich auf dieser Seite das große Treppenhaus

Das Schloss war zur Erbauungszeit bereits als höfische Residenz geplant. 
Der Hauptflügel wurde aus Sicherheitsgründen mit niedrigen Bastionen in Richtung der Stadt geschützt; die Fenster des Erdgeschosses wurden vergittert und die seit 1785 mit Mansarddächern verzierten Eckpavillons wurden ursprünglich als niedrige Türme gebaut.
Entgegen der sonst üblichen Gliederung barocker Schlossanlagen, in denen sich ein Ehrenhof in Richtung der Stadt öffnet und der zentrale Bauflügel unmittelbar auf die Gartenanlage weist, ist dieses Prinzip in Gödöllő ins Gegenteil verkehrt. Das Corps de Logis bildet zwar auch hier den Mittelpunkt der Anlage, der Ehrenhof und die ihn umgebenden Seitenflügel weisen jedoch in den Garten hinein, während sich die Hauptfassade in Richtung der Stadt präsentiert.
Den Hauptflügel der lediglich zweigeschossigen Anlage bildet der Mittelbau, von dem nördlich und südlich die den Ehrenhof rahmenden Seitenflügel ausgehen. Der Mittelbau wird in seinem Zentrum von einem hohen, kuppelbekrönten Risalit durchschnitten, der den zentralen Festsaal und das Haupttreppenhaus enthält. Die den Bau bekrönenden Kuppeln sind reine architektonische Dekoration, weder der östlich gelegene Festsaal, noch das nach Westen ausgerichtete Treppenhaus verfügen über ein entsprechendes Gewölbe. Die Kuppeln wiederholen sich in vereinfachter Ausführung über den Winkeln der Eckpavillons der gartenseitigen Flügel. Das Portal des Schlosses ist als Durchfahrt in den Garten ausgebildet, die Zugänge der Treppen führen von hier zu einem inneren, dem Festsaal vorgelagerten Vestibül. Aus dem Mittelbau betritt man den 1000 m² großen Ehrenhof, der von den beiden Seitenflügeln begrenzt wird. Dieses von 1735 bis 1745 errichtete, hufeisenförmige Bauensemble bildet den Ursprung des Schlosses und beinhaltete nach der Übergabe an das Königspaar 1867 die Wohnräume Franz Josephs (im nördlichen Flügel) und Elisabeths (im südlichen Flügel).

##### Die Gartenflügel

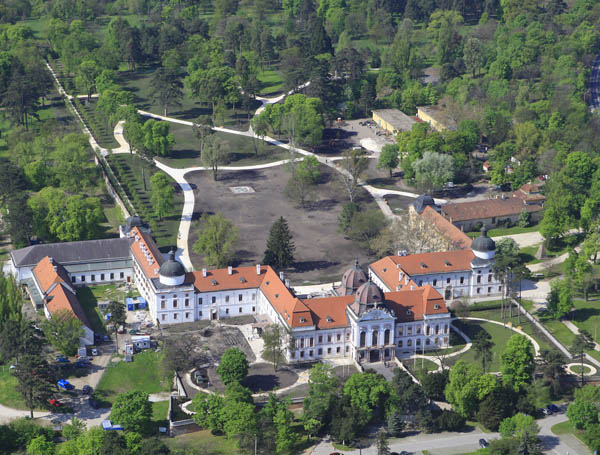
Luftaufnahme der Schlossanlage. In der Bildmitte der von zwei Kuppeln überragte Mittelbau samt Ehrenhof und den ihn umgebenden Seitenflügeln. Nach links führen die Flügel mit den Stallungen und dem Theater, nach oben führen der Kapellentrakt und daran anschließend der alte und der neue Orangerieflügel

Von den Königsflügeln des Ehrenhofs führen rechtwinklig weitere Gebäuderiegel weg, welche die Grundform des Schlosses erneut aufnehmen, in größerem Maßstab wiederholen und im Garten gewissermaßen einen zweiten Ehrenhof umschließen. Die Gebäude stammen aus der zweiten Bauphase von 1746 bis 1749. Der vom Ehrenhof nach Norden führende Trakt enthält dabei die Schlosskapelle, der südliche Trakt beherbergt den Marstall. Die Endpunkte dieser Flügel sind mit überkuppelten Pavillons akzentuiert, denen die sich gegenüberliegen langen Trakte den äußeren Hofs folgen. Diese Trakte stammen aus der Zeit der dritten Erweiterung von 1752 bis 1759. Der südliche Flügel nahm weitere Ställe, die Reitschule und das Hoftheater auf, der nördliche Flügel enthielt im Untergeschoss die erste Orangerie, die unter Antal Grassalkovich III. durch ein großes Marmorbad und in der königlichen Zeit durch Beamten- und Gästewohnungen ersetzt wurde. Bedingt durch diese Umbauten wurde eine neue Orangerie rechtwinklig an den äußeren Nordflügel angefügt und bildet dort den Endpunkt des Schlosses. Diese beiden nördlichen Trakte befinden sich bis heute im unsanierten Zustand.

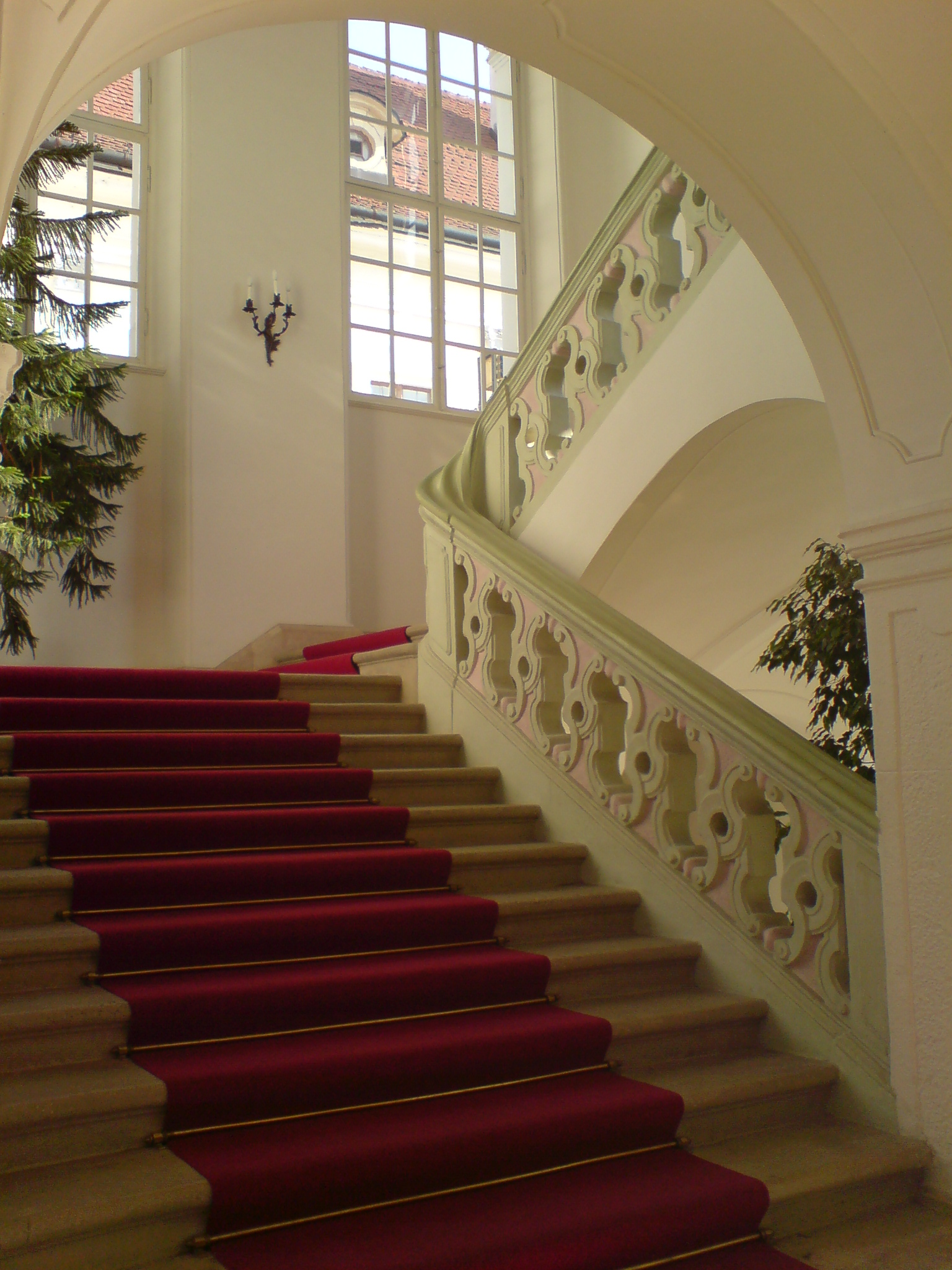
Blick in das große Treppenhaus des Mittelrisalits

#### Die Innenausstattung
Im Obergeschoss befinden sich die repräsentativen Wohnräume und Salons des Schlosses, während das Erdgeschoss vorwiegend Wirtschafts- und Gästeräume aufnahm. Zur königlichen Zeit verfügte das Schloss über 136 Wohnräume, wovon 67 Räume für die Unterbringung der Bediensteten genutzt wurden. Das Schloss wurde im 19. Jahrhundert mit jeglichem modernen Komfort ausgestattet, 1874 erhielt es Gasbeleuchtungen, 1898 elektrisches Licht. Zusätzlich zu den Kaminen und Öfen wurde eine Heißluftheizung installiert.
Aus der Zeit der Grassalkovichs hat sich kaum etwas an beweglicher Ausstattung erhalten. Auch die Möblierung aus der königlichen Zeit ist nicht mehr vollständig vorhanden und größtenteils durch Plünderung oder mangelnde Pflege verloren gegangen. Das Schlossmuseum hat es sich zur Aufgabe gemacht, authentische Stücke aus der königlichen Zeit zu sammeln und auszustellen und, sofern möglich, frühere Ausstattungsgegenstände für die Sammlung zurückzuerwerben.
Die heute rekonstruierten und für Besucher zugänglichen 26 Räume des Schlossmuseums entsprechen in ihrer Farbgebung und ihrem Wandbehang weitgehend dem Zustand von 1867. Die ausgestellte Möblierung entstammt, ebenso wie die Stuckdekorationen, vorwiegend dem Rokoko und dem Neobarock. Zu den bedeutendsten Räumen des Schlosses zählen der in weiß-goldenen Tönen gestaltete, 166 m² große Rokoko-Festsaal im Mittelrisalit und das anlässlich ihres Besuches 1751 installierte „Maria-Theresia-Zimmer“, das später als Schlafzimmer Königin Elisabeths diente. Das für 100 Zuschauer konzipierte Schlosstheater ist eines der ältesten erhaltenen Theater Ungarns, wenngleich es 1867 durch den Einzug von zwei Zwischendecken zerstört und erst im Zuge einer Sanierung 1986 wieder rekonstruiert wurde. Die Hofkirche im Nordflügel des Schlosses dient heute auch als Gemeindekirche der Stadt Gödöllő.

#### Gödöllő als Vorbild seiner Zeit

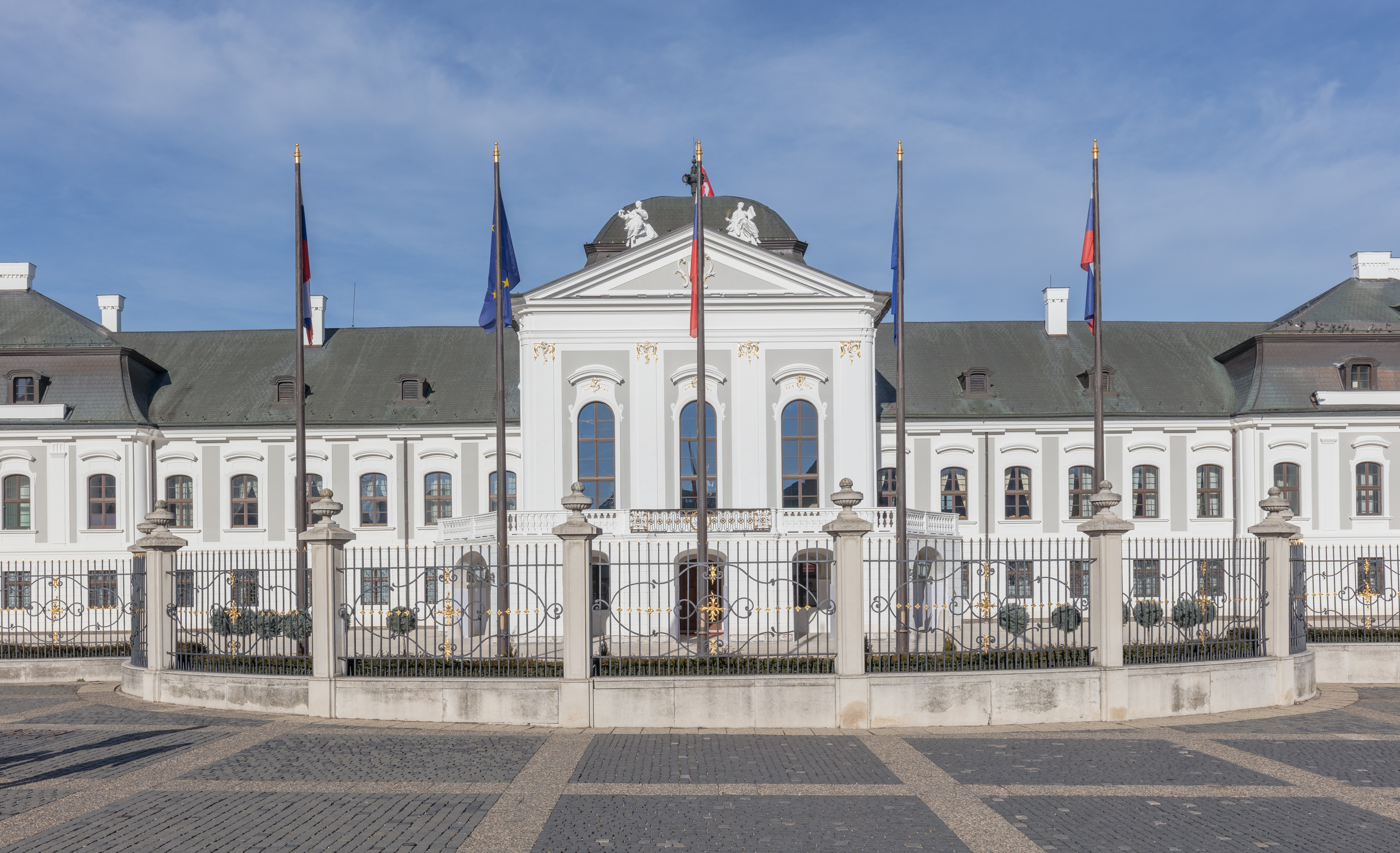
Palais Grassalkovich, in ihm befindet sich der Sitz des Präsidenten der Slowakei

Nach der langen türkischen Herrschaft über Ungarn und der anschließenden Zeit politischer Wirrungen im Lande war das Schloss in Gödöllő einer der ersten größeren, höfischen Profanbauten. Es wurde dadurch zum Vorbild weiterer Schlossanlagen Ungarns, die im sogenannten „Grassalkovich-Stil“ errichtet wurden. Häufig wiederkehrende Merkmale sind die zweistöckige Ausführung mit einem niedrigen Untergeschoss und einer repräsentativen Beletage im Obergeschoss, ein vorspringender, dreiachsiger Mittelrisalit mit schwungvollem Dachaufbau oder eine Ausrichtung des Hofs auf die Parkanlage. Zu den Grassalkovich-Schlössern zählen beispielsweise folgende Bauwerke:

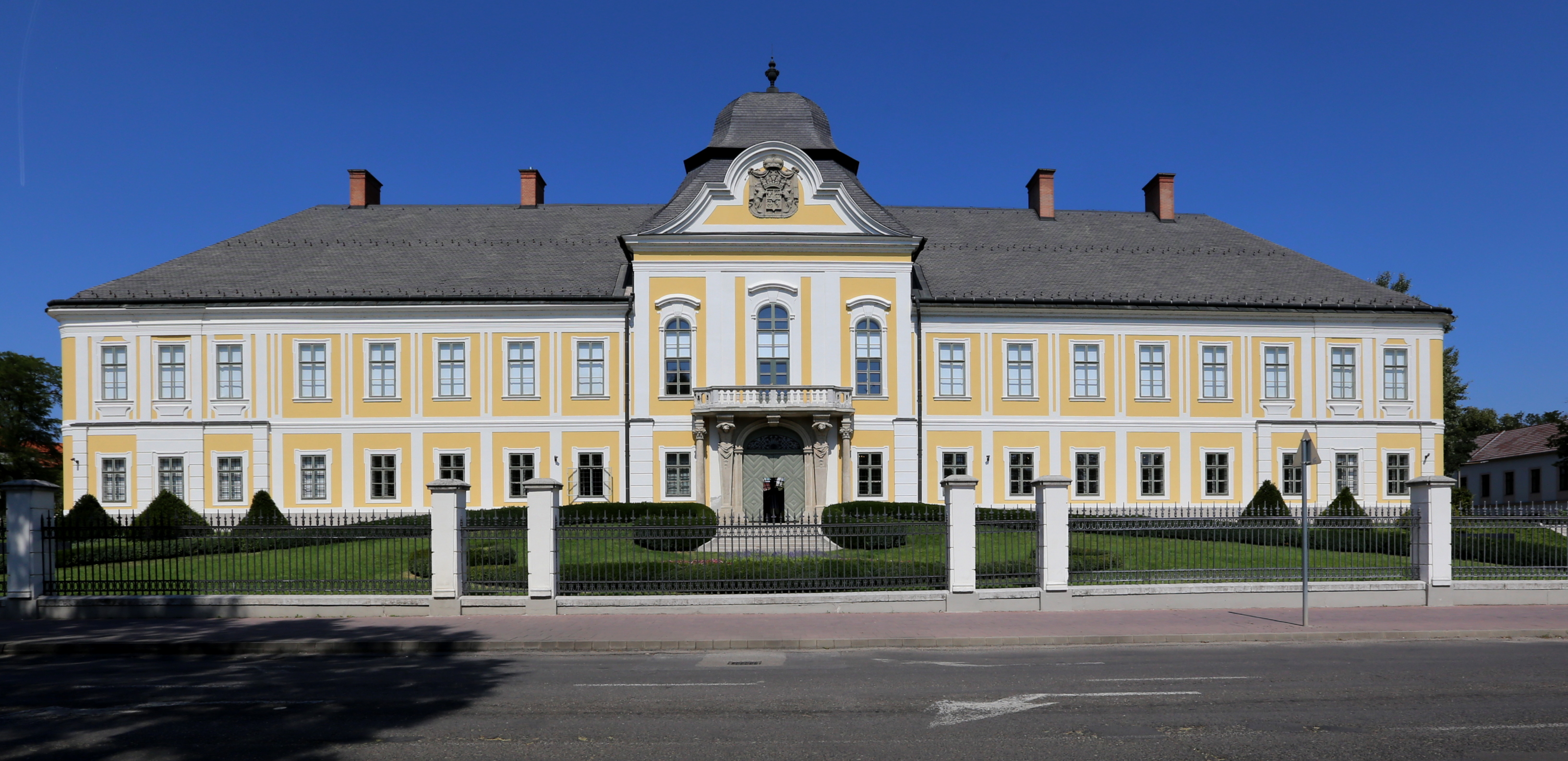
Das Schloss in Hatvan ist eines der sogenannten „Grassalkovich-Schlösser“

Am südwestlichen Stadtrand Budapests befindet sich das Schloss Nagytétény, das die Hoffassade des dreiflügeligen Hauptbaus Gödöllős nahezu exakt kopiert. Das Palais Grassalkovich in Bratislava, zur Erbauungszeit unter ungarischer Verwaltung und ebenfalls ein Werk Andreas Mayerhoffers, orientiert sich an den Bauformen Gödöllős und erscheint als eine breitere Variante des dortigen Corps de Logis, ebenso wie das Schloss in Hatvan oder das Schloss Ráday in Pécel, östlich von Budapest. Die umgekehrte Ordnung vom sich zum Garten öffnenden Ehrenhof findet sich außerdem wieder am Schloss Festetics in Keszthely.

### Der Park
Zum Schloss gehörten einst zwei ausgedehnte Gartenbereiche: der sich vor dem Mittelflügel erstreckende Untere Garten und der auf den Ehrenhof folgende, nach Westen gerichtete Obere Garten.

#### Der Obere Garten

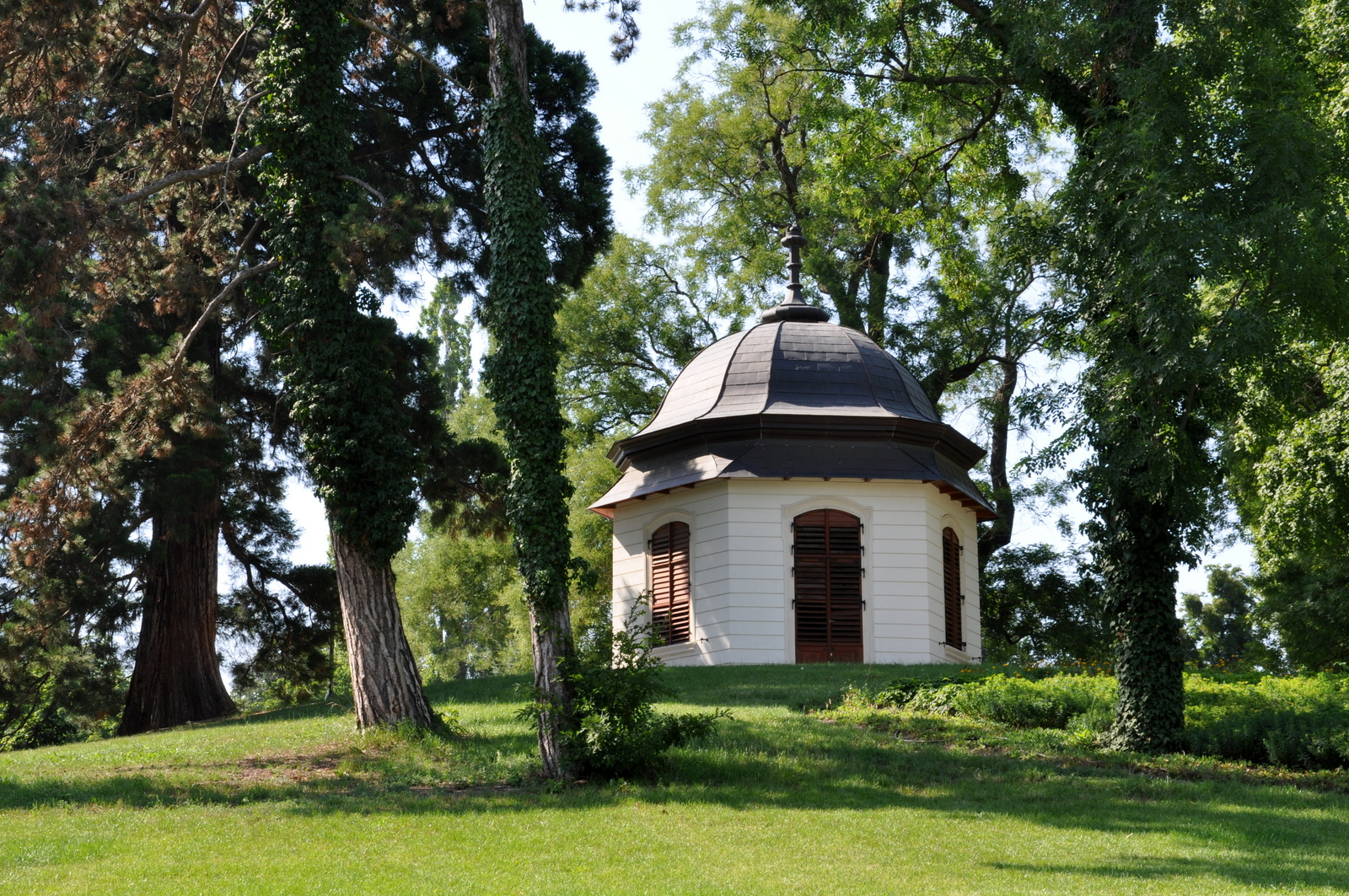
Der Königspavillon im Oberen Garten

Der Westfassade des Schlosses wurde unter Antal Grassalkovich I. ein großer, französischen Vorbildern folgender Barockpark vorgelegt. Der mit geometrisch gegliederten Broderieparterres gestaltete Garten war mit zeittypischen Skulpturengruppen der griechischen Mythologie geschmückt. Er dehnte sich bis auf eine Länge von 440 Metern vor dem Schloss aus und endete an einer den Park umfassenden Mauer. Von den Pflanzungen dieses alten Barockgartens, zu denen auch ein Heckenlabyrinth gehörte, sind heute kaum noch Reste vorhanden. Zu den wenigen Relikten, die an die barocke Gestaltung erinnern, gehört eine auf den Südflügel zuführende Kastanienallee. Erhalten hat sich auch der sogenannte „Königspavillon“, ein sechseckiges Teehaus von 1760, dessen Innenwände mit Porträts ungarischer Fürsten geschmückt sind.
Nachdem das Schloss und die Gärten in der Zeit Antal Grassalkovich II. vernachlässigt wurden, ließ Antal Grassalkovich III. auf Anregung seiner Frau Leopoldina Esterházy den Oberen Garten ab 1817 im Stil Englischer Landschaftsgärten umgestalten. Die Mauer wurde abgebrochen, der Garten erweitert und mit verschlungenen Wegen und Baumgruppen gestaltet. Dieser neue Park verwilderte in der Zeit der unsicheren Besitzverhältnisse nach dem Tode des Herzogs.

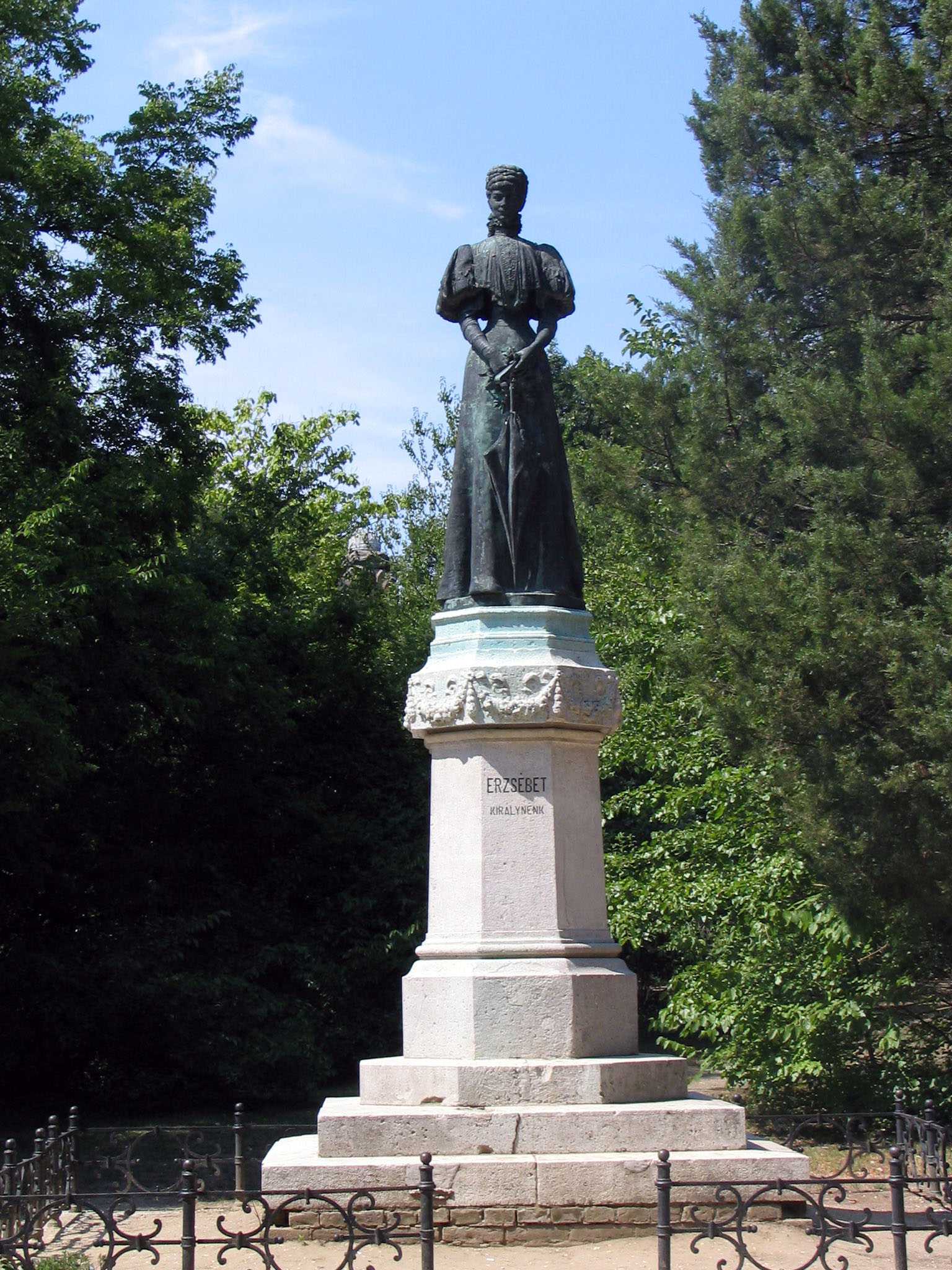
Das Elisabeth-Denkmal im Schlosspark

Anlässlich der Übergabe an das ungarische Königshaus wurde die Gartenanlage ab 1867 aufgeforstet und neu gepflegt. Zu dieser Zeit wurde, gewissermaßen als Pendant zur nördlichen Orangerie, das südlich gelegene Palmenhaus errichtet. Es befindet sich heute in Privatbesitz einer ortsansässigen Gärtnerei. Die Aufenthalte der Königsfamilie in Gödöllő fanden unter einem weniger aufwendigen Zeremoniell statt, als Aufenthalte in den Wiener Schlössern. So brauchte auch der Garten weniger repräsentative Aufgaben erfüllen und konnte eher privaten Vergnügen dienen. Aus diesem Grund wurde auch eine Kegelbahn angelegt, ebenso wie ein Schießstand zum Wurfscheibenschießen. Nach dem Tode Königin Elisabeths wurde an die nordwestlichen Ausläufer des Oberen Gartens 1898 der sogenannte „Elisabethpark“ angefügt, ein waldähnlicher Parkbereich, der mit 98 verschiedenen Arten immergrüner Sträucher und Bäume bepflanzt ist und 1901 mit einem Denkmal der Königin versehen wurde. Unter Miklós Horthy wurden nur kleine Veränderungen vorgenommen, so wurde im Ehrenhof ein Springbrunnen und außerdem ein (erhaltenes) Schwimmbecken samt Badepavillon und ein Tennisplatz angelegt.
Während des Zweiten Weltkrieges zog die Front im Dezember 1944 durch Gödöllő und die Gartenanlagen wurden verwüstet. In der Zeit der sowjetischen Besatzung und der anschließenden Nutzung des Schlosses als Altersheim wurde der Garten nicht mehr gepflegt, auf den Wiesen stattdessen Garagen errichtet und viele der alten Bäume als Brennholz gefällt.
Seit 1994 findet eine langsame Rekonstruktion des Landschaftsgartens statt, die aber bis heute nicht abgeschlossen ist und aus finanziellen Gründen auch nur langsam vonstattengeht. Der Garten macht weiterhin einen naturbelassenen Eindruck und typische Gestaltungsmittel, wie Sichtschneisen oder Gewässer, fehlen fast völlig. Seit 1997 steht der 28 Hektar große Obere Garten unter Naturschutz.

#### Der Untere Garten

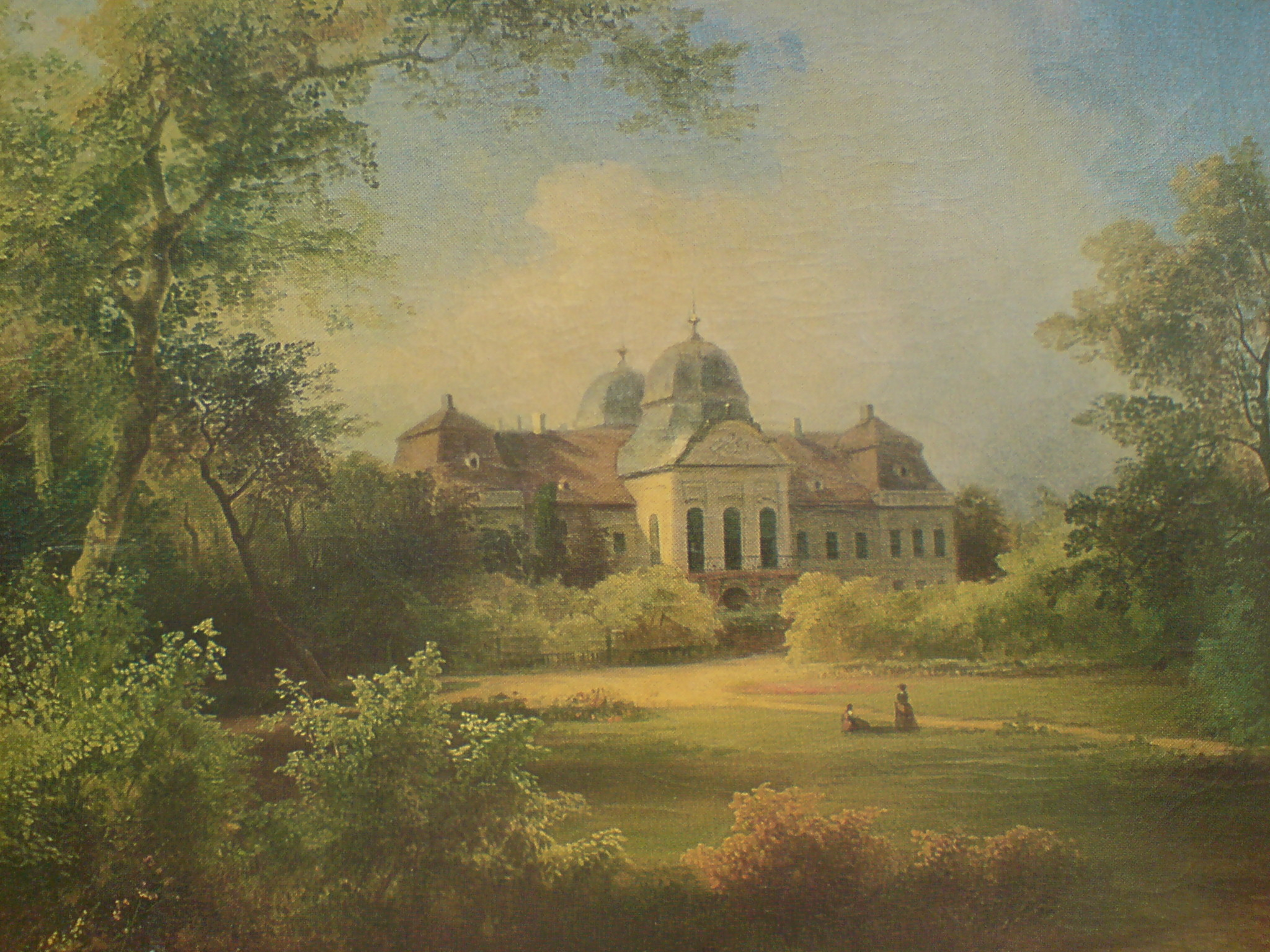
Das Schloss betrachtet vom Unteren Garten, 1869. Ausschnitt aus einem Gemälde Sándor Brodszkys

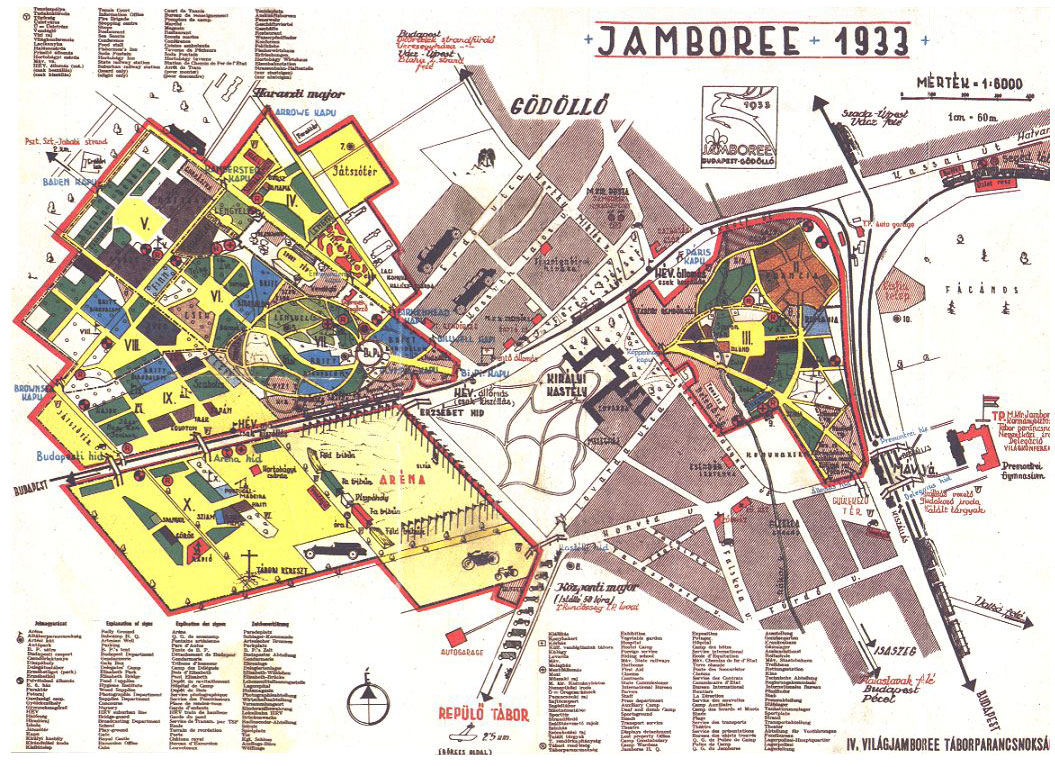
Übersichtsplan des 4. World Scout Jamboree um Schloss Gödöllő, 1933

Der Untere Garten erfüllte eher nützliche, als dekorative Zwecke. Er diente ursprünglich der Versorgung des Hofs, denn hier lagen die Küchengärten, eine Fasanerie und die Wildgehege.
Unter Antal Grassalkovich III. wurde auch dieser Gartenbereich umgestaltet und vor der Hauptfassade des Schlosses zwei große Schwanenteiche angelegt, die in der königlichen Zeit wieder zugeschüttet wurden. Der Untere Garten war – im Gegensatz zum Oberen Garten – auch für die Bevölkerung weitgehend zugänglich. Im August 1933 fand das 4. World Scout Jamboree der internationalen Pfadfinderbewegung mit fast 26.000 Teilnehmern aus 34 Ländern in diesem Bereich statt.
Abgesehen von den rekonstruierten und bepflanzten Bastionen vor dem Mittelflügel des Schlosses sind im Unteren Garten kaum noch sichtbare Spuren vorhanden, die auf eine geplante Gestaltung des Geländes hinweisen. Die Anpflanzungen sind verwildert und erscheinen als weitgehend natürlich gewachsene Landschaft. Nach dem Zweiten Weltkrieg wurde dieser Gartenbereich zudem durch die Stadt Gödöllő in Besitz genommen und partiell mit Wohnhäusern und anderen Gebäuden bebaut.